# CSN Mineração
CSN Mineração (anteriormente Congonhas Minérios e NAMISA - Nacional Minérios S/A) é uma empresa brasileira mineradora de ferro, criada em 2007, e controlada pela Companhia Siderúrgica Nacional (CSN), que detém 87,52% das ações. O restante do capital pertence à Big Jump Energy Participações (também conhecida como Consórcio Asiático), formada pela empresa japonesa Itochu, pelas siderúrgicas japonesas Nippon Steel, JFE Steel, Sumitomo Metal Industries, Kobe Steel e Nisshin Steel e a sul-coreana Posco.

## História
Em 1913, são iniciadas atividades de minério de ferro na Casa de Pedra, situada em Congonhas (MG). Em 1946, a mina foi estatizada e incorporada à Companhia Siderúrgica Nacional, que buscava a autossuficiência em ferro.
Em 1993, ocorre a privatização da Companhia Siderúrgica Nacional.
Em 1997, a CSN arrendou o terminal portuário de Sepetiba por 25 anos.
A empresa surgiu como NAMISA - Nacional Minérios S/A, criada em 2006 e controlada pela CSN, com o objetivo de comercializar o minério de ferro no exterior. Em novembro de 2008, 40% do capital da NAMISA foi adquirido pelo Consórcio Asiático, por 3,12 bilhões de dólares estadunidenses, em valores da época. No final de 2014, a NAMISA fundiu-se com a mina Casa de Pedra, pertencente à CSN, dando origem a Congonhas Minérios, que mais tarde se transformaria em CSN Mineração.
Em 2021, é realizado o IPO da CSN Mineração na B3, movimentando R$ 5,2 bilhões.
Os seus ativos compreendem as minas de Engenho, Fernandinho e Casa de Pedra, direito de operar o terminal portuário TECAR e participação de 18,63% na empresa ferroviária MRS Logística. Possui um contrato de prestação de serviços portuários no terminal de Itaguaí, no Rio de Janeiro, com a CSN. A empresa é a segunda maior exportadora de minério de ferro do Brasil e vendeu 33 milhões de toneladas em 2022.